# Jesus curando o filho do oficial real

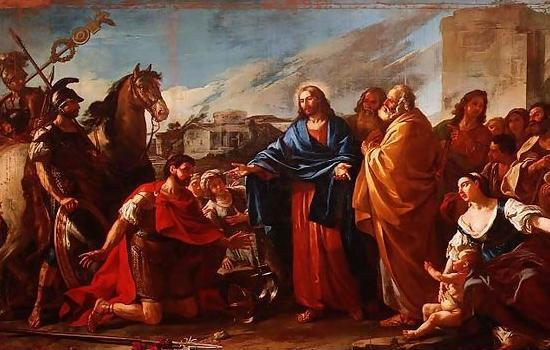
Jesus curando o filho do oficial real
1752. Por Joseph-Marie Vien.

Jesus curando o filho do oficial real é um  dos milagres de Jesus e aparece apenas no Evangelho de João (João 4:46–54). Segundo João, o episódio aconteceu em Caná, mesmo estando o filho do oficial em Cafarnaum, a alguns quilômetros de distância.

## Narrativa bíblica
Segundo o Evangelho de João:
| “ | «Voltou, então, a Caná da Galiléia, onde fizera da água vinho. Ali se achava um oficial do rei, cujo filho estava doente em Cafarnaum. Este homem, ao saber que Jesus tinha vindo da Judéia para a Galiléia, foi ter com ele e rogou-lhe que descesse para curar seu filho; porque estava à morte. Disse-lhe Jesus: Se não virdes milagres e prodígios, de modo algum crereis. Rogou-lhe o oficial: Desce, Senhor, antes que meu filho morra. Vai, disse Jesus; teu filho vive. O homem creu na palavra que Jesus lhe dissera e retirou-se. Já ele descia, quando os seus servos lhe vieram ao encontro, dizendo que o seu filho vivia. Perguntou-lhes, então, a que hora ele se sentira melhor. Eles lhe responderam: Ontem à sétima hora a febre o deixou. Reconheceu o pai ser aquela a mesma hora em que Jesus dissera: Teu filho vive; e creu ele e toda a sua casa. Este foi o segundo milagre que Jesus fez, depois de vir da Judéia para a Galiléia.» (João 4:46–54) | ” |

Um episódio muito similar aparece em Mateus 8:5–13 e Lucas 7:1–10 — conhecido como Jesus curando o servo do centurião. Fred Craddock trata os dois como o mesmo milagre enquanto R. T. France os considera distintos.